# Wienerfilharmonikernas nyårskonsert 1939

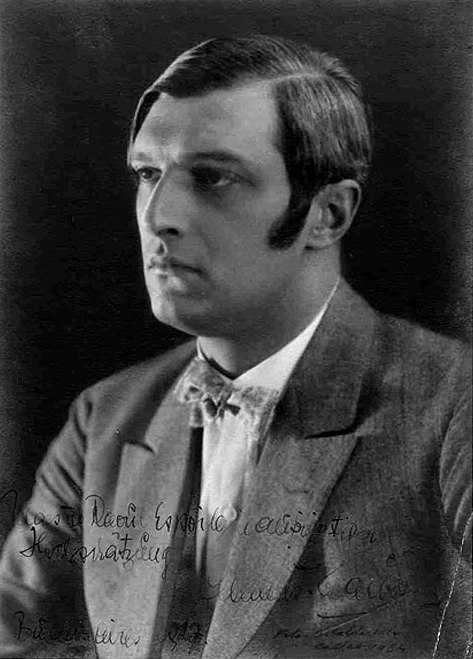
Clemens Krauss (1915).

Wienerfilharmonikernas nyårskonsert 1939 var den första av Wienerfilharmonikernas nyårskonserter. Den ägde rum 31 december 1939 i Musikverein i Wien, under ledning av dirigenten Clemens Krauss. 
Wienerfilharmonikerna själva börjar räkningen av nyårskonserter med år 1941, ett år då konserten avhölls 1 januari vilket sedan dess har varit tradition och praxis. Konserten benämndes på tyska som Außerordentliche Konzert der Wiener Philharmoniker 1939 (Wienerfilharmonikernas extraordinära konsert 1939), och det var först 1946 i och med Österrikes självständighetsförklaring som evenemanget fick titeln "Wienerfilharmonikernas nyårskonsert".

## Historik
1939 föreslog Clemens Krauss, med stöd av Wiens Gauleiter Baldur von Schirach, en nyårskonsert med Wienerfilharmonikerna tillägnad Kriegswinterhilfswerk ('Krigsvinterhjälp'), för att förbättra moralen vid östfronten. Enligt tidningsnotiser var det en "extraordinär konsert" (Außerordentliches Konzert), för vilken en offentlig generalrepetition hölls den 30 december. Historikern Fritz Trümpi hävdade att konserten var en del av Joseph Goebbels propagandamaskin. 1942 var nästan hälften av orkesterns musiker medlemmar i Nazistpartiet.
Clemens Krauss kärlek till valsmusik, särskilt familjen Strauss, var en bidragande orsak till att han valdes ut av Gobbels att iscensätta Wien som en stad "av optimism, musik och gemytlighet". Men "förmodligen också Krauss längtan efter stora framträdanden" samt att han efter Tysklands annektering av Österrike 1938 var upptagen på Gottbegnadeten-Liste, en lista med "Gudabenådade konstnärer för Konst och kultur i Nazityskland". I sin bok Politisierte Orchester visar Trümpi att under den nationalsocialistiska eran ökade antalet framförda verk av familjen Strauss av Wienfilharmonikerna dramatiskt. Efter annekteringen av Österrike hamnade orkestern under Goebbels, men till skillnad från Berlinfilharmonikerna var den inte underordnad honom: Wienfilharmonikernas engagemang för naziststaten var därför till stor del självbestämmande och självansvarig. Trümpi citerar ur ett kontrakt mellan Wienfilharmonikerna och Reichsrundfunkgesellschaft:
"[...] orkestern åtar sig att göra inspelningar med wienermusik för Großdeutscher Rundfunk, först och främst naturligtvis med verk av Johann Strauss med en dirigent som särskilt behärskar wienertonen."
– Prot. KS, 7 oktober 1940, HAWPh, A-PR-030, 17.
Redan före andra världskriget hade de nazistiska ledarna utvecklat idén om att "stärka den 'nationella gemenskapen' med hjälp av så kallad 'lätt musik'". Historiskt sett var det inte förrän omkring 1940/41 (dvs. först efter den första nyårskonserten) som "moralen vid fronten och i hemlandet" lades till. Tidigare hade de judiska medlemmarna i orkestern, 15 till antalet, redan förlorat sina jobb, och filharmonikerna kompenserade kvalitetsförlusten genom att - enligt den wienska historikern Oliver Rathkolb - tillgripa en "lättare repertoar" och spela "enklare stycken". Enligt Trümpi är orkesterns senare världsberömmelse således baserad på "provinsiseringen av Wienfilharmonikerna under nazisttiden". Johann Strauss den yngres ursprung som "åttondels jude" doldes också genom en förfalskning av familjedokument på instruktioner av Joseph Goebbels.

## Program
Programmet spelades första gången 13 augusti 1939 vid Festspelen i Salzburg.
1. Johann Strauss den yngre: Morgenblätter, va,s, op. 279
2. Johann Strauss den yngre: Annen-Polka, op. 117
3. Johann Strauss den yngre: Csárdás ur operan Ritter Pásmán, op. 441
4. Johann Strauss den yngre: Kaiser-Walzer, op. 437
5. Johann Strauss den yngre: Leichtes Blut, Polka schnell, op. 319
6. Johann Strauss den yngre: Egyptischer Marsch, op. 335
7. Johann Strauss den yngre: Geschichten aus dem Wienerwald, vals, op. 325
8. Johann Strauss den yngre, Josef Strauss: Pizzicato-Polka
9. Johann Strauss den yngre: Perpetuum mobile, Musikalischer Scherz, op. 257
10. Johann Strauss den yngre: Ouvertyr till operetten Die Fledermaus

Verkförteckningen och verkens ordning finns på Wienerfilharmonikernas webbplats.